# Jan Einar Thorsen
Jan Einar Thorsen (* 31. August 1966) ist ein ehemaliger norwegischer Skirennläufer.

## Biografie
Von 1987 bis 1994 war er im Skiweltcup aktiv und konnte drei Rennen gewinnen. In der Saison 1993/94 gewann er die Disziplinenwertung im Super-G. Bei den Olympischen Winterspielen 1992 in Albertville gewann er die Bronzemedaille im Super-G.

## Erfolge

### Olympische Spiele
- Albertville 1992: 3. Super-G, 5. Abfahrt, 11. Kombination
- Lillehammer 1994: 4. Riesenslalom, 7. Super-G, 10. Abfahrt

### Weltmeisterschaften
- Crans-Montana 1987: 11. Kombination
- Vail 1989: 14. Abfahrt
- Saalbach 1991: 5. Abfahrt
- Morioka 1993: 30. Abfahrt

### Weltcupwertungen
Jan Einar Thorsen gewann einmal die Disziplinenwertung im Super-G.
| Saison  | Gesamt | Gesamt | Abfahrt | Abfahrt | Super-G | Super-G | Riesenslalom | Riesenslalom | Kombination | Kombination |
| Saison  | Platz  | Punkte | Platz   | Punkte  | Platz   | Punkte  | Platz        | Punkte       | Platz       | Punkte      |
| ------- | ------ | ------ | ------- | ------- | ------- | ------- | ------------ | ------------ | ----------- | ----------- |
| 1987/88 | 52.    | 20     | 30.     | 12      | 21.     | 8       | –            | –            | –           | –           |
| 1988/89 | 45.    | 20     | 20.     | 20      | –       | –       | –            | –            | –           | –           |
| 1989/90 | 91.    | 5      | –       | –       | 28.     | 5       | –            | –            | –           | –           |
| 1990/91 | 31.    | 42     | 12.     | 36      | –       | –       | –            | –            | 10.         | 6           |
| 1991/92 | 12.    | 577    | 9.      | 324     | 4.      | 225     | –            | –            | 26.         | 28          |
| 1992/93 | 11.    | 460    | 19.     | 164     | 4.      | 294     | 54.          | 2            | –           | –           |
| 1993/94 | 6.     | 657    | 26.     | 86      | 1.      | 280     | 10.          | 291          | –           | –           |

### Weltcupsiege
| Datum            | Ort           | Land       | Disziplin    |
| ---------------- | ------------- | ---------- | ------------ |
| 5. Dezember 1992 | Val-d’Isère   | Frankreich | Super-G      |
| 18. Januar 1994  | Crans-Montana | Schweiz    | Riesenslalom |
| 17. März 1994    | Vail          | USA        | Super-G      |